# Ljósbrot
Ljósbrot (en islandès refracció), estrenada internacionalment com When the Light Breaks  és una pel·lícula dramàtica del 2024 de Rúnar Rúnarsson. La pel·lícula representa una dona jove que lamenta la mort del seu primer amor durant un dia d'estiu.
Va ser seleccionada com a pel·lícula d'obertura de la selecció Un Certain Regard del 77è Festival Internacional de Cinema de Canes, on es va estrenar el 15 de maig de 2024.

## Argument
Els esdeveniments de la pel·lícula tenen lloc durant un sol dia a Islàndia. S'obre amb Diddi i Una en l'etapa inicial d'una relació. Passen d'una vista oceànica a la casa de Diddi que comparteix amb l'amic en comú Gunni. Parlen al llit. Diddi surt aviat; Una, sent que Gunni arriba a casa, s'escapa. El rèquiem de Jóhann Jóhannsson, "Odi et Amo" es reprodueix, mentre una seqüència estesa de llums a la foscor es revela que s'il·lumina en un túnel de carretera que està envoltat d'una enorme bola de foc.
Més tard aquell matí, Una i Gunni es troben a la universitat d'arts on ells i Diddi estudien. Una no ha sentit parlar del desastre del túnel, el pitjor de la història d'Islàndia, i després reconforta en Gunni mentre revela que Diddi podria haver estat al túnel en aquell moment. El grup d'amics es reuneix en un centre de la Creu Roja, on s'assabenten que en Diddi ha mort.
Una se'n va, incapaç de processar. Després d'una breu reconciliació amb el seu pare, es retroba amb els seus amics en un bar, on coneix la Klara, la xicota de Diddi. La Klara revela a Una que Diddi havia dit que era lesbiana, però Una revela que és pansexual. Diu que la seva última relació va ser amb un home. Una conversa privada entre l'Una i Gunni confirma que Una i Diddi estaven tenint una aventura encoberta, però en Diddi ho havia dit a Gunni. Una confessa que li molesta la Klara com a núvia pública de Diddi, mentre que ella simplement ha de ser l'amiga afligida ja que la seva relació era encoberta.
El país, per la seva banda, ha caigut en dol nacional per la tragèdia. Els amics van a un servei de dol improvisat a Hallgrímskirkja, l'església més gran d'Islàndia. Quan Klara i Una deixen el servei per una cigarreta, Klara menysprea l'art escènic que els amics estaven creant, però Una és capaç de mostrar-li com revela altres perspectives.
Després van a una de les seves cases i fan una festa plena de llàgrimes. Quan la festa acaba, Una i Klara es troben a banda i banda d'una porta de vidre, els seus reflexos es fonen. La pel·lícula acaba amb ells estirats junts al llit. La pel·lícula fa referència a la seqüència d'obertura interpretant de nou "Odi et Amo" mentre una seqüència de llums sobre l'aigua es revela com un reflex de la posta de sol a l'oceà.

## Repartiment
- Elin Hall com a Una
- Mikael Kaaber com a Gunni
- Katla Njálsdóttir com a Klara
- August Wigum com Bassi
- Gunnar Hrafn Kristjansson com a Siggi
- Baldur Einarsson com a Diddi

## Producció
Ljósbrot és una coproducció entre Islàndia, els Països Baixos, Croàcia i França. Heather Millard va produir la pel·lícula per a Compass Films amb la companyia Halibut de Rúnar Rúnarsson, en coproducció amb Revolver Amsterdam, MP Film Production, Eaux Vives Productions i Jour2Fête.

## Estrena
Jour2Fête està programat per estrenar la pel·lícula a França el 18 de desembre de 2024.
Released in Iceland Sep 2024

## Recepció
La pel·lícula té una puntuació del 95% "fresca" a l'agregador de ressenyes Rotten Tomatoes, basat en 20 ressenyes amb una puntuació mitjana de 6,9/10. Metacritic, que utilitza una mitjana ponderada, va assignar a la pel·lícula una puntuació de 79 sobre 100, basada en 4 crítics, indicant crítiques "generalment favorables".

## Enlaços externs
- Ljósbrot a YouTube